# Afula (nádraží)
Afula (hebrejsky תחנת הרכבת עפולה‎, Tachanat ha-rakevet Afula, oficiálně (תחנת הרכבת עפולה (ר' איתן, Tachanat ha-rakevet Afula (Rafi Ejtan), podle politika Rafiho Ejtana) je železniční stanice na nově postavené, respektive po víc než 60 letech obnovené, železniční trati Haifa–Bejt Še'an v severním Izraeli. Leží v severní části Izraele, v Jizre'elském údolí, v nadmořské výšce cca 70 metrů. Je situována do zemědělské krajiny na severním okraji města Afula, poblíž vesnice Balfourija. Na silniční síť je napojena prostřednictvím kapacitních komunikací v prostoru města Afula (silnice číslo 60, silnice číslo 65 a silnice číslo 71).

## Historie

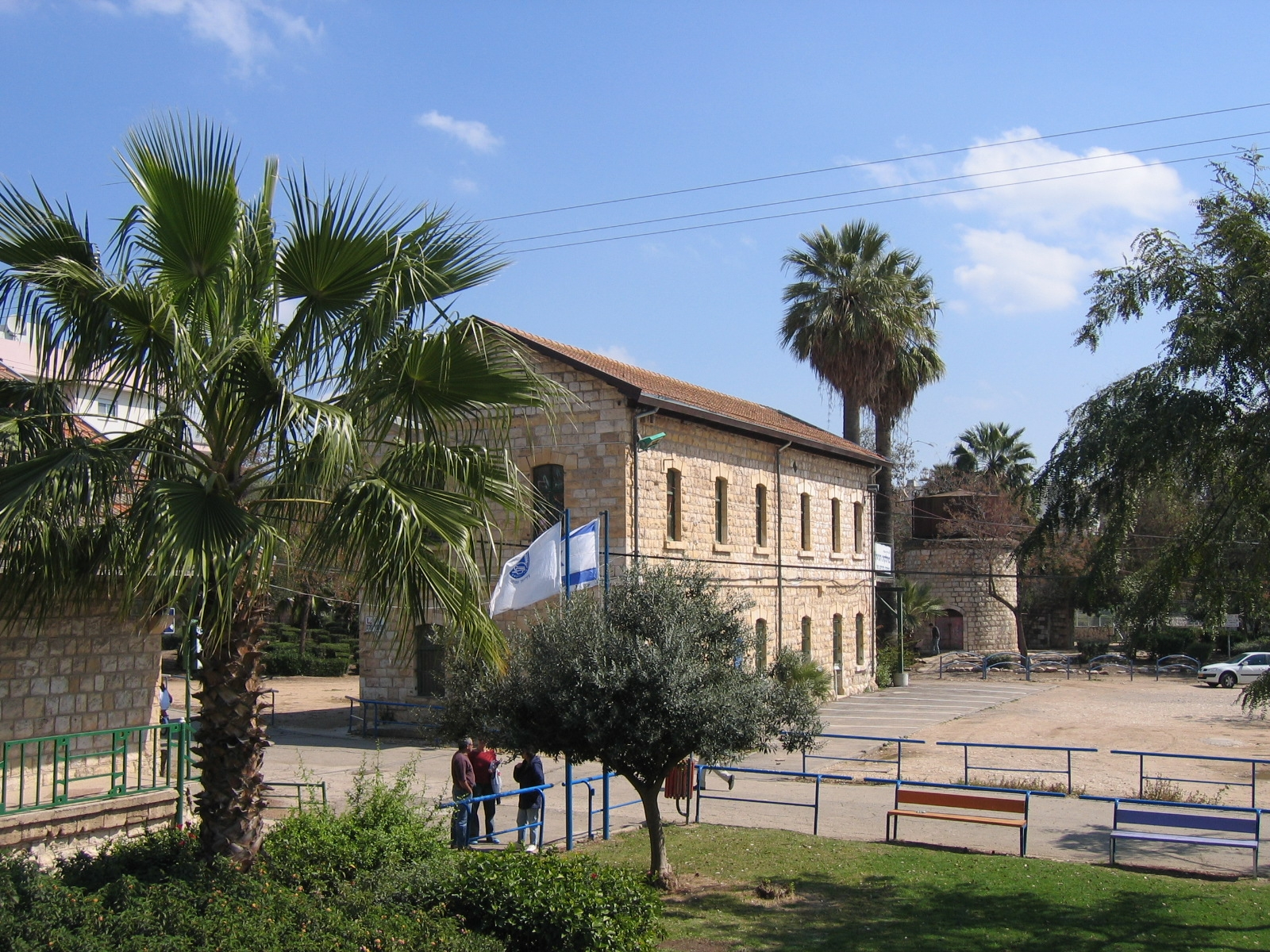
Historická budova železniční stanice v Afule z počátku 20. století.

Stanice byla uvedena do provozu 16. října 2016 ráno, kdy z Haify do Bejt Še'anu vyjel první vlak v rámci běžného jízdního řádu. Již předtím, koncem srpna 2016, projela po trati první souprava v rámci testovacího provozu. Podle plánů prezentovaných v roce 2016 by ze stanice Afula mohla v budoucnosti odbočovat také trať do města Tiberias.
Trať navazuje na původní železniční spojení, které v této oblasti fungovalo v 1. polovině 20. století. Už tehdy se zde nacházela železniční stanice Afula, jejíž historická budova se dochovala, ovšem není již využita pro železniční provoz.